# Karel Schmidt
Karel Albert Schmidt  (Makassar 13 oktober 1880 – Blaricum 17 oktober 1920) was Nederlands kunstschilder, actief als lithograaf, tekenaar en aquarellist. Hij was ook actief als evangelist en schrijver, en hield openluchtpreken in Zandvoort en lezingen in het Gooi. Hij werd vooral bekend met zijn expressionistisch aandoende schilderijen met astrale onderwerpen.

## Leven en werk
Schmidt verhuisde in 1887 van Nederlands-Indië naar Leiden. In 1910 trouwt hij met Johanna de Kruijf, met wie hij 3 kinderen kreeg. Vlak na zijn huwelijk ging hij wonen in Blaricum. In 1914 verhuist hij naar Zandvoort, waar hij en zijn vrouw vanwege zijn openluchtpreken ernstig werden mishandeld. Om gezondheidsredenen trok Schmidt in 1915 weer terug naar Blaricum.
Als schilder was Schmidt autodidact, en hij was actief als schilder in meerdere Europese landen. Hij exposeerde o.a. in 1917 bij de 10e jury-vrije groepstentoonstelling van de De Onafhankelijken in Amsterdam, Eerder dat jaar had hij een betoog gepubliceerd in hun tijdschrift De Wiekslag.
In Blaricum maakt hij kennis met Margaretha Verwey (1867-1947), zus van de dichter Albert Verwey, die hem helpt bij het opstarten van het kunstenaarsgenootschap De Smeden, genoemd naar het adres van Schmidt in Blaricum. In het najaar 1918 heeft Schmidt een belangrijk aandeel in een groepsexpositie in het Stedelijk Museum Amsterdam van deze groep
Smidt overleed in te Blaricum op zondag 17 oktober 1920 vier dagen na z'n verjaardag. In 1928 was er een expositie van z'n werk in de Vrije School in Den Haag, die kritisch werd ontvangen in De Telegraaf.
Veel van de schilderijen en tekeningen van Karel Schmidt zijn door de familie als een collectie bijeengehouden en in 2003 aan de Nederlandse Staat geschonken.

## Afbeeldingen

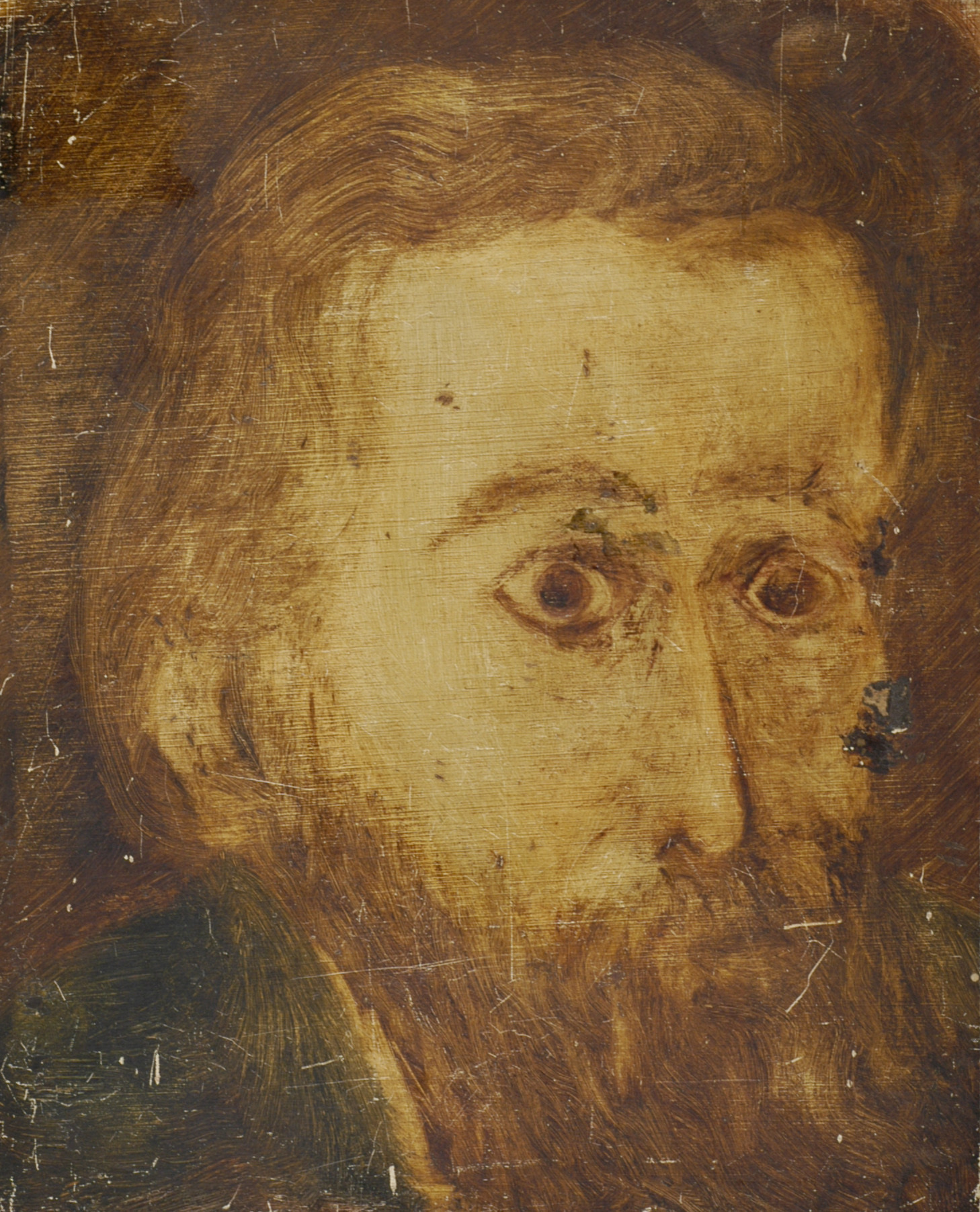
Zelfportret, c. 1905-1915
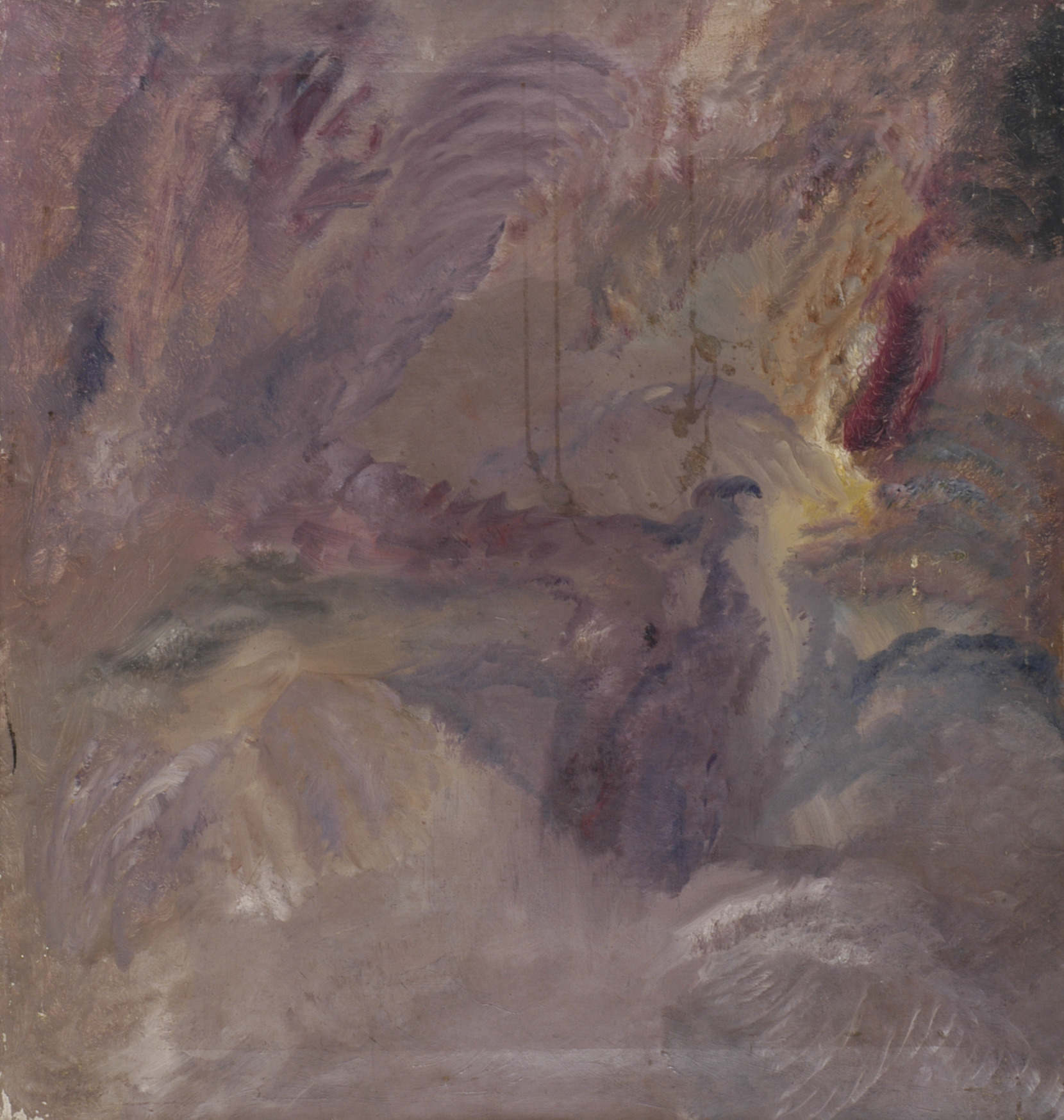
Apocalyptisch, 1917
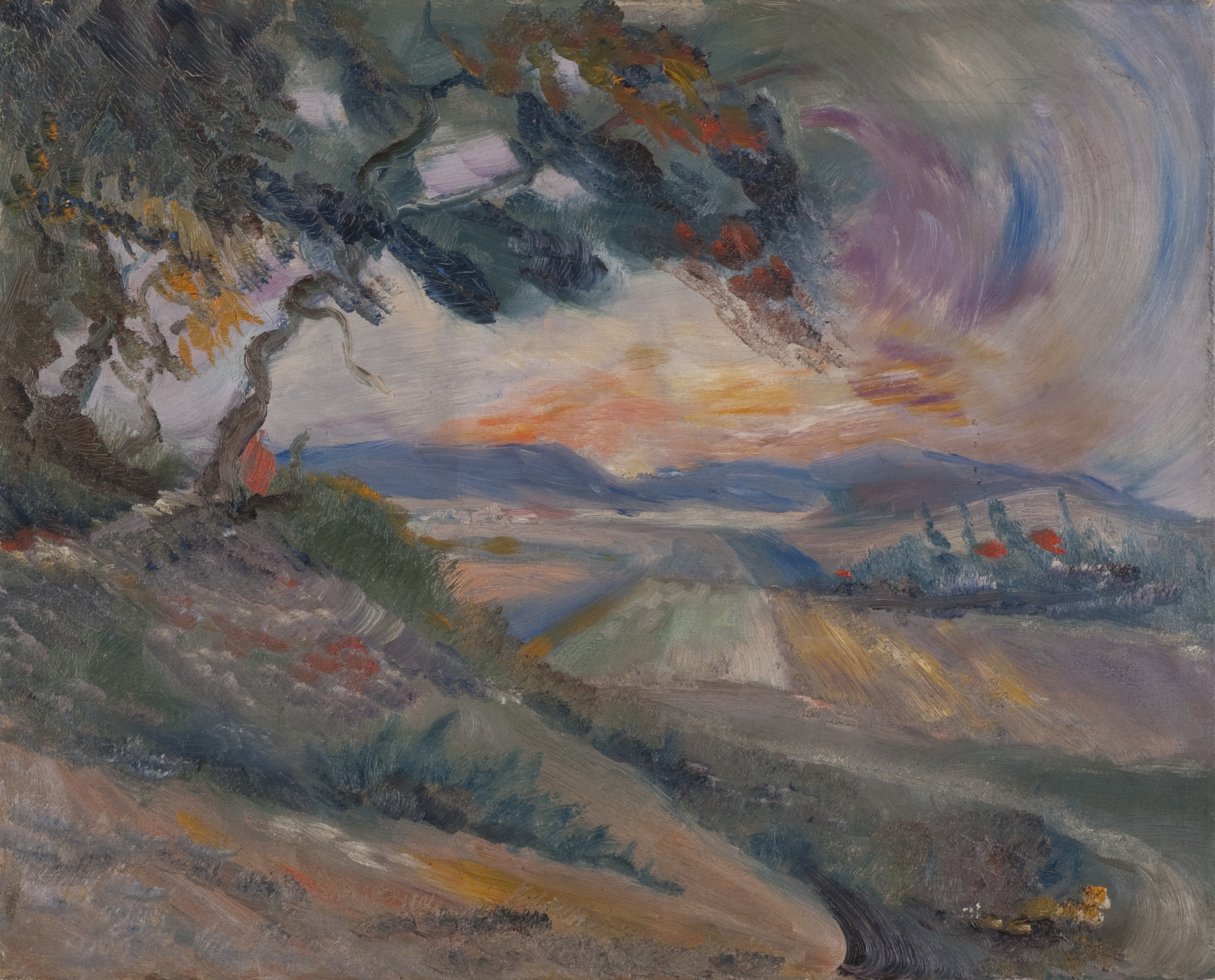
Landschap, 1919

## Verdere literatuur (selectie)
- Enzlin, G., "Karel Schmidt, Licht en waarheid." Panfilosofisch tijdschrift 814 (1920), pp. 353-357.
- Lien Heyting's De wereld in een dorp. Schilders, schrijvers en wereldverbeteraars in Laren en Blaricum 1880-1920, Amsterdam: Meulenhoff, 1994.
- Lien Heyting, "Een allemachtig genie; De bezielende krachten van de schilder Karel Schmidt", NRC Handelsblad, 26 augustus 1994[11]
- Stibbe, M., ‘Tentoonstelling van schilderwerken van Karel Schmidt’, Ostara. Tijdschrift voor de Paedagogie van Rudolf Steiner. 3 (1928).
- Galina Gabriëlla Smeding. Karel Albert Schmidt: prediker, schrijver, helderziende en kunstenaar Een plaatsing van de persoon, zijn esoterische ideeën en zijn mensheidhelende oeuvre in zijn tijd, Universiteit Utrecht, Bachelor Eindwerkstuk, 02.04.2015.